# 菅原俊
菅原 俊（すがわら しゅん、1986年1月26日 - ）は、日本の元アメリカンフットボール選手。現在Xリーグのオービックシーガルズに所属し、コーチを担当している。現役時代のポジションはクォーターバック。

## 来歴
神奈川県出身。横浜高校時代からアメリカンフットボールを始める。法政大学トマホークスでは1年時から3年連続で甲子園ボウル出場、2年時に立命館大学と対戦し17対14で勝利、3年時には関西学院大学と対戦し45対43で勝利、法大史上初の連覇を達成した。
法大卒業後2008年にXリーグのオンワードオークスに加入。同年、EASTディビジョン新人賞、新人QBでオールXリーグに選出された。その後、2010年にオービックシーガルズに移籍。同年と2011年、ジャパンXボウルMVP。2011年、2012年、2013年とライスボウル3連覇を達成し、自身も史上初の3年連続ポール・ラッシュ杯に輝いた。
2017年、秋季通算パス獲得ヤード10,000ヤード超えを達成するとともに、100タッチダウンパスを記録。
2019年シーズン限りで引退し、今後はオフェンスアシスタント兼QBコーチとしてチームに残る。

## 日本代表歴
- ノートルダム・ジャパン・ボウル（2009年）
- GERMAN JAPAN BOWL（2010年）
- 第1回アジア選手権（2011年）
- 第4回世界選手権（オーストリア大会/2011年）

## 獲得タイトル、個人記録
- 関東リーグ戦 QBレイティング1位、クラッシュボウルMVP（2005年）
- 関東リーグ戦QBレイティング1位、クラッシュボウルMVP、甲子園ボウルMVP（2006年）
- EASTディビジョン新人賞、オールXリーグ（2008年）
- ジャパンXボウル MVP（2010年）
- ライスボウル MVPポール・ラッシュ杯（2011年）
- ジャパンXボウル MVP（2011年）
- ライスボウル MVPポール・ラッシュ杯（2012年）
- ライスボウル MVPポール・ラッシュ杯（2013年）